# اونو چولهوان
اونو چولهوان (انگلیسی: Ono Cholhwan؛ زادهٔ ۲۵ اکتبر ۱۹۹۳) بازیکن فوتبال اهل ژاپن است.
از باشگاه‌هایی که در آن بازی کرده‌است می‌توان به باشگاه فوتبال جف یونایتد ایچیهارا چیبا اشاره کرد.